# Marienkirche (Rötha)

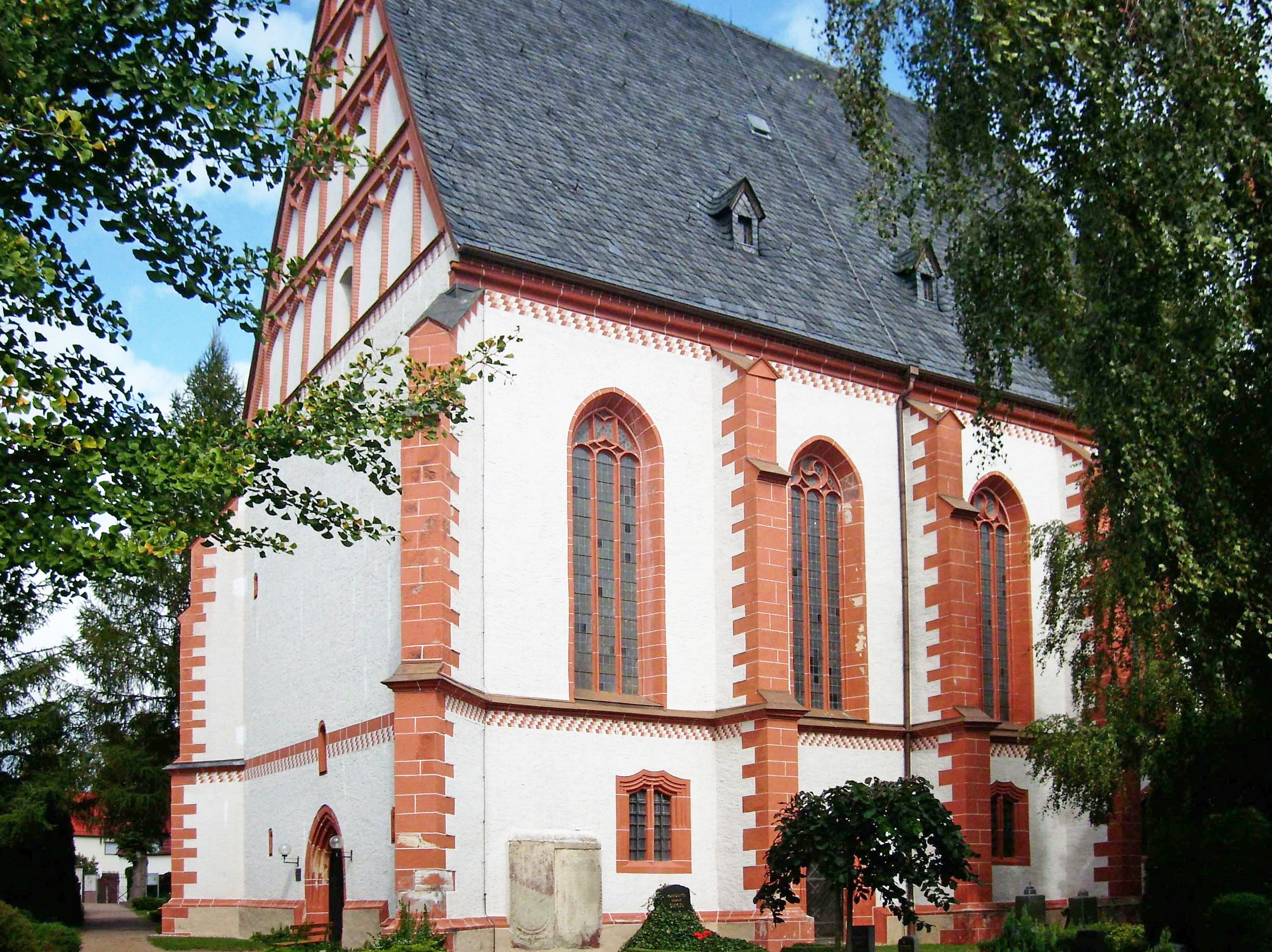
Marienkirche Rötha von Südwesten

Die Marienkirche in Rötha ist eine im gotischen Stil errichtete ehemalige Wallfahrtskirche. Sie steht auf einem Friedhof und wird heute vor allem als Raum für Trauerfeiern und wegen ihrer Silbermann-Orgel zu Konzertveranstaltungen genutzt. Zu besonderen Anlässen wie Gründonnerstag, Karfreitag, in der Osternacht und am Johannistag finden in ihr Gottesdienste statt. Sie gehört zur evangelisch-lutherischen Kirchgemeinde Leipziger Neuseenland im Kirchenbezirk Leipziger Land
und steht unter Denkmalschutz.

## Geschichte
Nach einer Legende soll etwa 1502 einem Schäfer unter einem Birnbaum an einer Quelle bei Rötha dreimal die Mutter Gottes Maria erschienen sein, die ihn aufforderte, hier eine Wallfahrtskirche zu bauen. Die Rinde des Baumes soll auch kranke Schafe geheilt haben. Birnbaum und Brunnen erhielten bald großen Zulauf. Nachdem zunächst eine kleine hölzerne Kapelle erbaut worden war, veranlassten die Benediktinerinnen des Georgenklosters in Leipzig 1510 die Errichtung einer Wallfahrtskirche, die anfangs auch die Kirche zum heiligen Birnbaum genannt wurde. „Johannes Köler, Baumeister zu Borna, ein sehr alter Mann, hat zu der Zeit allbereits gedient, da die Wallfahrt zu Rötha (Nach Mehlhose: 1511) zu einem Birnbaum gestiftet und aufgekommen ist, wo hernach die Marienkirche errichtet, an welcher auch er geholfen und zu führen geholfen, ist den 09.06.1591 mit einer Leichenpredigt in Borna begraben. Magister Johann Kundius, Superintendent, tat die Predigt (59/1591).“

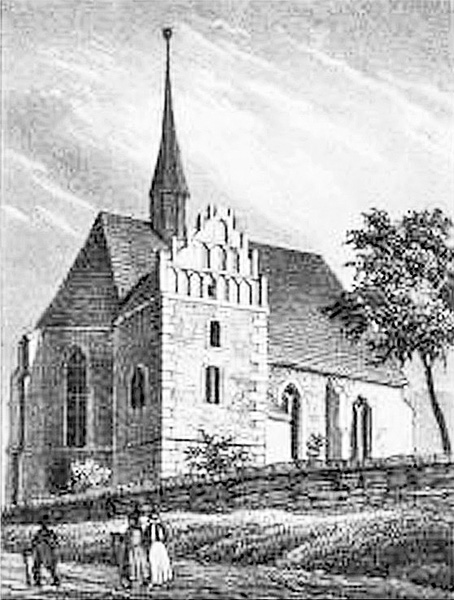
Die Marienkirche um 1840

Um 1518 war die Kirche in ihrer heutigen äußeren Form fertiggestellt. Zwar wirkt der westliche Abschluss etwas abrupt und lässt auf einen vorzeitigen Bauabschluss wegen der beginnenden Reformation  schließen, aber der mitunter verbreiteten Meinung, die Kirche sei nur der Chor einer wesentlich größer geplanten, kann schon deshalb nicht zugestimmt werden, da zwischen Kirchenschiff und Altarraum ein Chorbogen existiert, der im anderen Falle nicht errichtet worden wäre.
Während der Regentschaft Georgs des Bärtigen wurden die Wallfahrten nach Rötha fortgesetzt. Als sein Nachfolger Heinrich der Fromme 1539 die Reformation im albertinischen Sachsen einführte, wurde die Marienkirche als eine Gottesackerkirche im protestantischen Glauben geweiht.
Nach dem Dreißigjährigen Krieg begann unter dem Patronat der Adelsfamilie von Friesen auf Rötha in den 1680er Jahren eine teilweise barocke Erneuerung der Ausstattung der Kirche mit Kanzel, Emporen, Taufbecken und herrschaftlicher Loge, die in der Errichtung der Silbermann-Orgel 1722 ihren Höhepunkt erlebte. 1896/1897 wurde die Marienkirche unter Federführung des Architekten Theodor Quentin restauriert.
1932 warf ein Sturm den 14 Meter hohen Dachreiter um, der das Dach schwer beschädigte und wodurch die Kirche in den Folgejahren dem Verfall preisgegeben war. Erst ab 1950 konnte das Dach vollständig erneuert werden, woran sich bis 1957 eine Gesamtrekonstruktion anschloss. Das heutige äußere Erscheinungsbild der Kirche bezüglich Putz und Farbe in Analogie zu ihrer Entstehungszeit ist das Ergebnis der Instandsetzung zwischen 1991 und 1997.

## Architektur

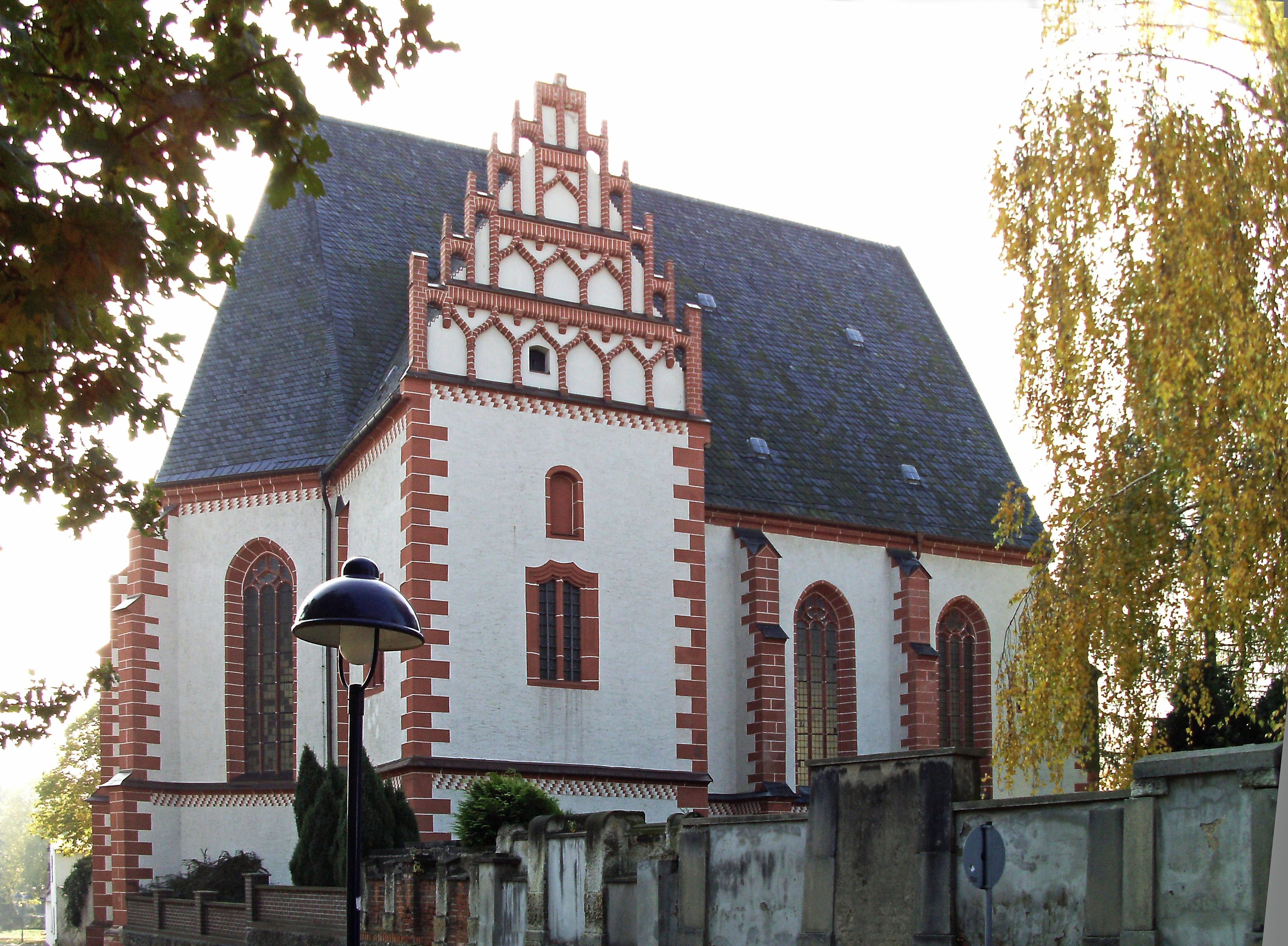
Marienkirche von Nordosten

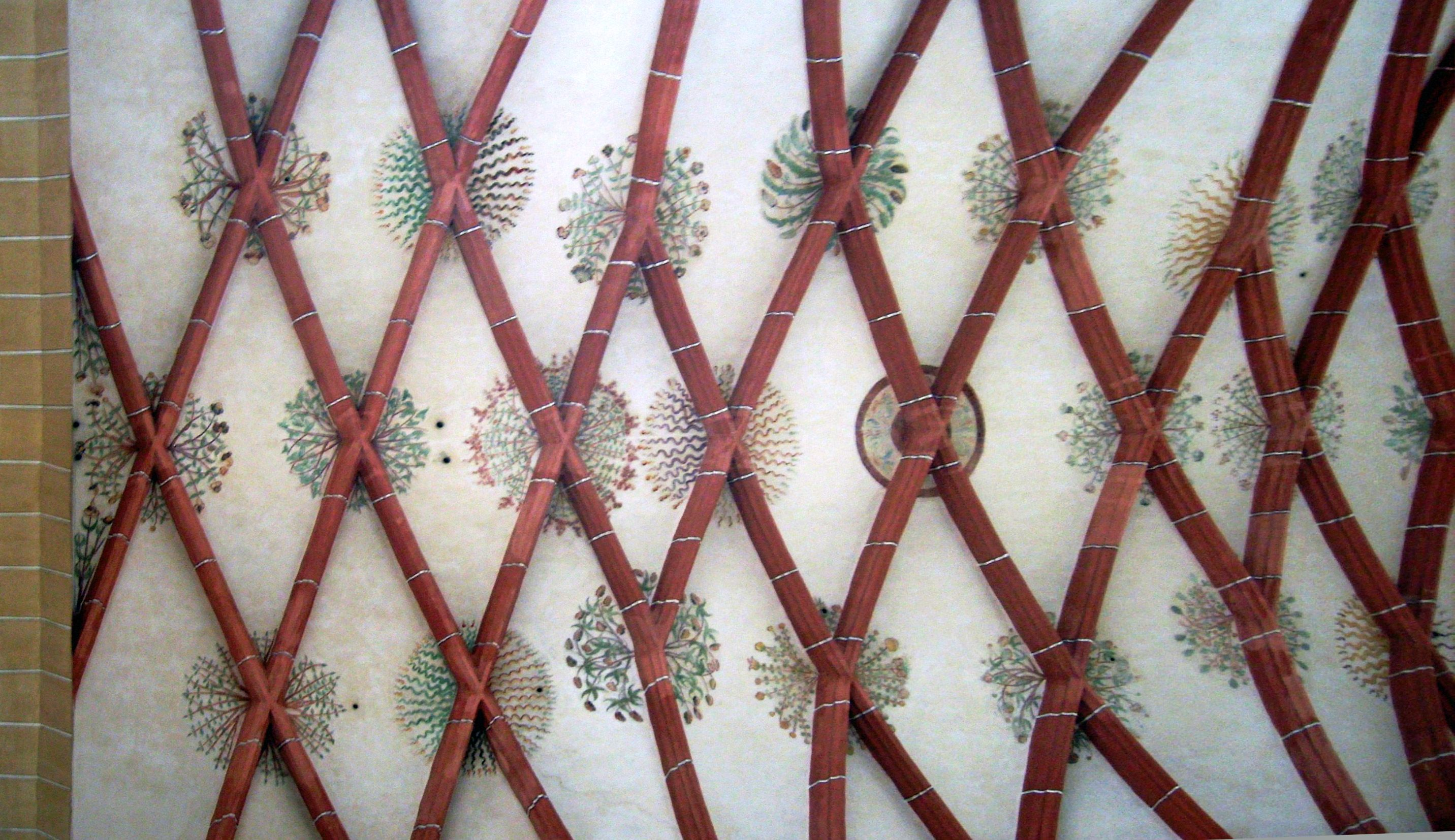
Gewölbeausschnitt

Die Röthaer Marienkirche ist eine Saalkirche mit Innenmaßen von 24,8 Meter Länge und 12,5 Meter Breite. Der gleich breite Chor besitzt einen Fünfachtelschluss. Die Außenfront ist durch abgetreppte Strebepfeiler gegliedert. Auf einem hoch positionierten umlaufenden Kaffgesims sitzen dreiteilige Spitzbogenfenster mit Maßwerk auf. Der Sockelbereich weist zweiteilige Vorhangbogenfenster auf. Unter dem Kaff- und dem Hauptgesims verlaufen farbige Schachbrettfriese. Die Kirche besitzt drei Portale mit Gewändestabwerk. Das steile Dach ist schiefergedeckt. Der Westgiebel trägt im oberen Teil Blendmaßwerk mit Kielbögen.
An der Nordseite dockt an den Chor ein zweistöckiger Anbau an. Er enthält zwei getrennte Räume, wobei der obere nur über eine Außentreppe zu erreichen ist, die 2013 neu errichtet wurde. Zur Zeit der Wallfahrten dienten diese Räume als Beträume. Nach der Reformation wurde der obere als Patronatsloge zur Kirche geöffnet, der untere wurde Sakristei. Am Giebel des Anbaus reicht das Blendmaßwerk über die Wand hinaus und bildet eine Art Treppengiebel.
Das 13 Meter hohe Kirchenschiff wird von einem dreijochigen Netzrippengewölbe überspannt, dessen Rippen doppelt gekehlt sind. Die Kreuzungspunkte des Gewölbes sind von Pflanzendarstellungen aus einem der ersten gedruckten Kräuterbücher des Mittelalters, dem Hortus sanitatis, umgeben und wurden erst bei der Rekonstruktion in den 1950er Jahren wieder freigelegt. Im Chor, der durch einen Chorbogen vom Kirchenschiff abgesetzt ist, endet das Gewölbe in einem Rautenstern.
Die Kirche enthält eine dreiseitige Empore, die auf der Westseite als Orgelempore doppelgeschossig ausgebildet ist.

## Ausstattung
Die Ausstattung der Kirche stammt teils aus der Entstehungszeit des Baus, teils aus der Barockzeit zwischen 1680 und 1720. Aus der Entstehungszeit datiert der Flügelaltar von 1525–1530, der einem „Meister von Rötha“ zugeschrieben wird. Der Altar war im Barock farblich gefasst worden, ist aber nun wieder im Original holzsichtig.  Der Mittelschrein zeigt die Krönung Mariens durch Gottvater und Christus. Die Szene ist von Wolken und Engeln umgeben, darüber schwebt die Taube als Symbol für den Heiligen Geist. Im linken Seitenflügel stehen die Figuren des Johannes des Täufers und des Apostels Andreas, im rechten die Nothelferinnen Katharina und Barbara.

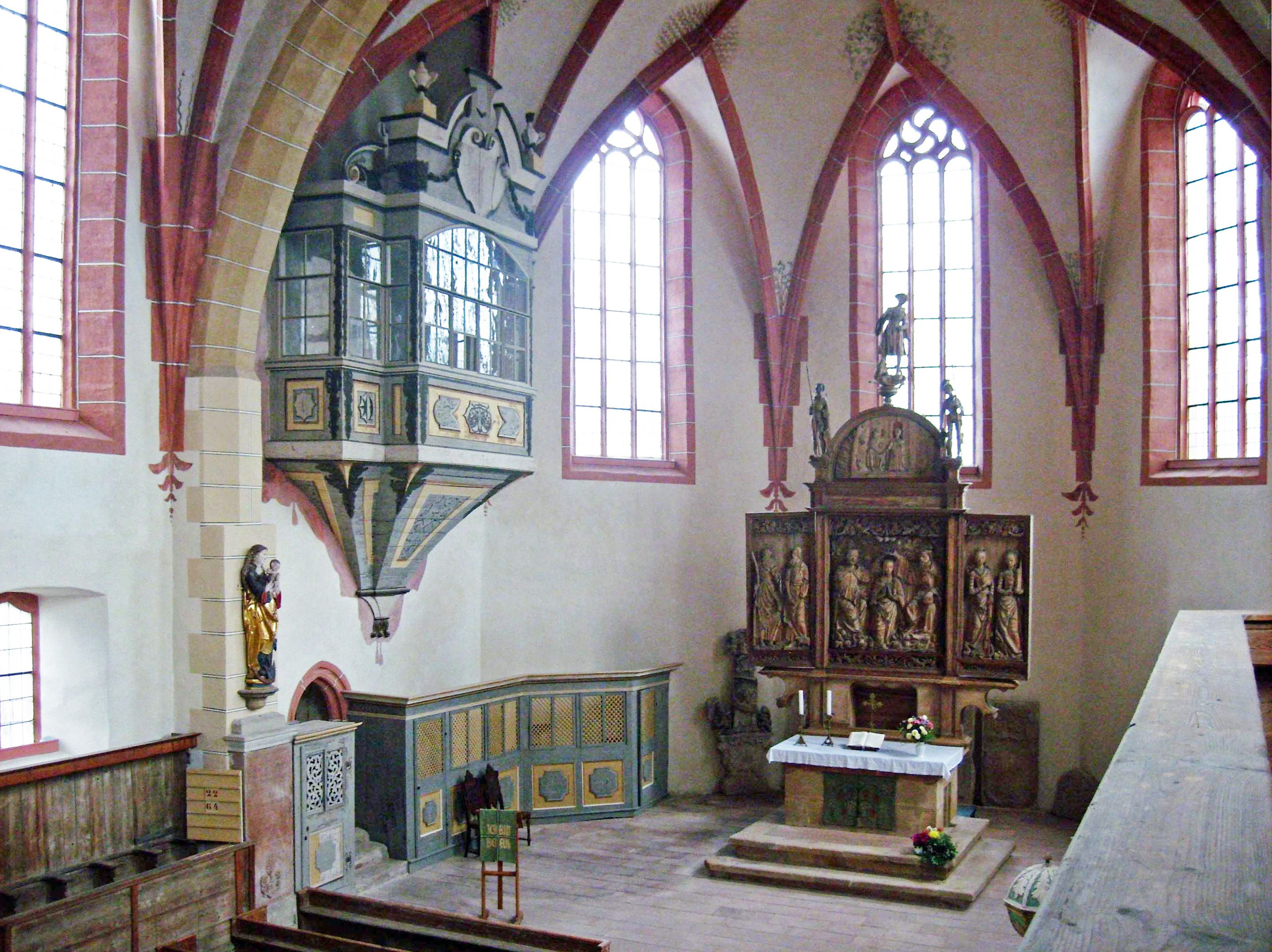
Chor der Marienkirche Rötha

Im Gesprenge stehen über einem Rundbogenfeld die Heiligen Florian, Georg und Mauritius. Im Rundbogen zeigt ein Reliefbild die Begegnung von Anna und Joachim, dem Elternpaar Mariens, vor der Goldenen Pforte des Jerusalemer Tempels nach Joachims Rückkehr vom Fasten in der Wüste – ein viel zitiertes Thema in der christlichen Kunst. Wegen der vorhandenen Schafe wird mitunter (zum Beispiel durch Richard Steche: Marienkirche (Rötha)) die Szene als Treffen des Röthaer Schäfers aus der Birnbaumlegende mit einer Leipziger Nonne zum Bau der Kirche gedeutet, was aber schon wegen der Kleidung der Personen und auch wegen der Handlung nicht zutreffen kann. In der Predella ist die Abendmahlsszene als Reliefschnitzerei dargestellt. Sie wurde 1948 gestohlen, konnte aber 2012 wieder erworben werden.
Am nördlichen Pfeiler des Triumphbogens ist eine Mondsichelmadonna aufgestellt. Sie wird um 1520 datiert und dem sächsischen Bildschnitzer Stephan Hermsdorf zugeschrieben. Das Taufbecken ist aus Holz; die einliegende Messingschale trägt die Gravur „1683“. Aus dieser Zeit stammt auch die mit gewundenen Säulen verzierte Kanzel. Ihr seit 1964 vermisster Schalldeckel in achtstrahliger Sternform wurde 2012 nach historischen Fotos rekonstruiert.
Auf der linken Seite des Chores kragt ein dekorativ gestaltetes Holzgehäuse hervor, das die Öffnung der Patronatsloge darstellt. Diese enthält seit 2013 eine Ausstellung zur Familie von Friesen und zur Geschichte des Röthaer Schlosses, insbesondere seine Rolle während der Völkerschlacht 1813.
Zur barocken Ausstattung gehören auch geschlossene Betstühle für die wohlhabenden Bürger und die Pfarrfamilien im Chor. Die Betstühle und die Emporen erhielten eine dekorative Malerei im Régencestil, die vermutlich vom sächsischen Hofmaler Johann Christian Buzäus stammen und bei der letzten Renovierung nahezu unverfälscht erhalten blieben.

## Silbermann-Orgel
1718 schlossen der Kirchenpatron, der Röthaer Schlossherr Christian August Freiherr von Friesen und Gottfried Silbermann einen Vertrag über die Reparatur der vorhandenen Orgel. Nachdem diese abgebaut war, zeigte sich, dass eine Reparatur aussichtslos war. Deshalb schlossen von Friesen und Silbermann nach der Fertigstellung der Orgel in der Georgenkirche einen weiteren Vertrag, diesmal über ein neues Instrument für die Marienkirche. Die Weihe der neuen Orgel erfolgte bereits 1722. Silbermann hatte über die neun Register des Vertrages hinaus ein Pedal mit einem Subbass 16’ und ein weiteres Manualregister hinzugefügt. 1833 ergänzte Urban Kreutzbach aus Borna die Orgel um eine Pedalkoppel.
1917 wurden 29 stumme Prospektpfeifen zu Kriegszwecken eingeschmolzen und 1935 wieder ersetzt. Wegen des Gebäudeverfalls nach dem Sturm von 1932 wurde die Orgel 1942 ausgelagert. Im Bachjahr 1950 stand sie vorübergehend im Saal des Alten Rathauses in Leipzig und in der Berliner Bach-Ausstellung.
1960 wurde das Instrument durch den Hermann Eule Orgelbau Bautzen restauriert und wieder in der Marienkirche aufgestellt. Eine weitere umfassende Restaurierung erfolgte im Jahre 2008 durch die Orgelbaufirma Ekkehart Groß aus Waditz. Im Gegensatz zur Orgel in St. Georgen ist die Stimmung nicht gleichstufig, sondern orientiert sich an der Silbermann-Sorge-Temperatur, da die ursprüngliche Stimmung nicht zu ermitteln war.

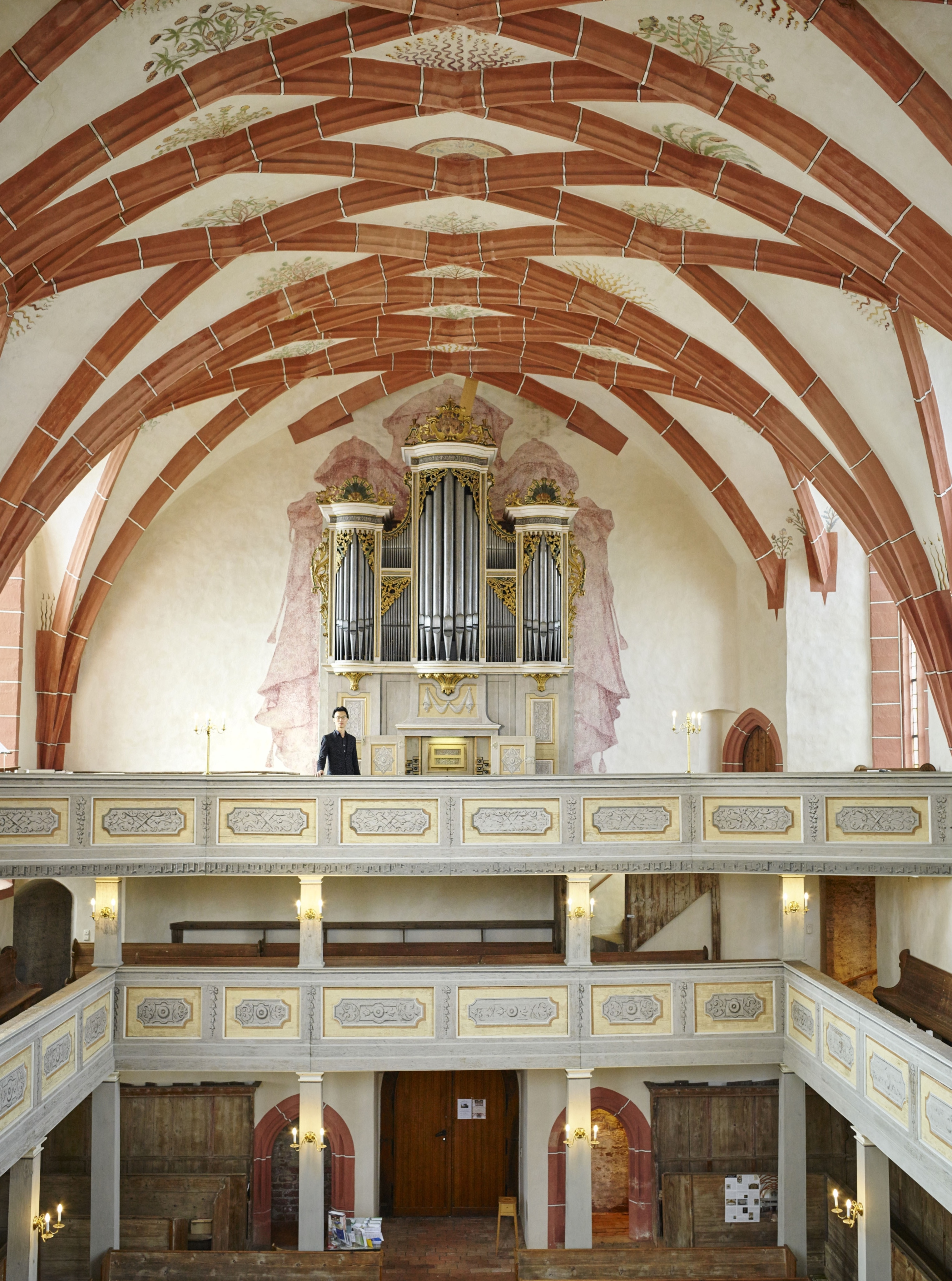
Silbermann-Orgel in der Röthaer Marienkirche

Die Disposition lautet:
| Manualwerk CD–c3 |        |
| Principal        | 8′     |
| Gedackt          | 8′     |
| Octava           | 4′     |
| Rohr-Flöte       | 4′     |
| Nassat           | 3′     |
| Octava           | 2′     |
| Tertia           | 1 3⁄5′ |
| Quinta           | 1 ⁄2′  |
| Sifflet          | 1′     |
| Cymbeln II       |        |

| Pedal CD–c1 |     |
| Subbass     | 16′ |

- Pedalkoppel